# Teilherzogtum
Teilherzogtum (en español: Subducado o ducado parcial), a veces llamado como ducado de distrito o principado de distrito, era un tipo de estado bajo un sistema patrimonial, como un ducado o principado, en un contexto feudal como resultado de una partición de tierras entre los miembros de una familia real. Inició entre finales de la Edad Media y principios de la Edad Moderna, especialmente en Europa, en estados como el Sacro Imperio Romano Germánico,  el Ducado de Polonia,  y la Rus de Kiev.

## En el Sacro Imperio Romano Germánico

### Baviera
- Ducado de Baviera
  - Baviera-Landshut
  - Baviera-Múnich
  - Baviera-Ingolstadt
  - Baviera-Straubing

### Palatinado Electoral
- Palatinado-Birkenfeld
- Palatinado-Birkenfeld-Bischweiler
- Palatinado-Birkenfeld-Gelnhausen
- Palatinado-Birkenfeld-Zweibrücken
- Palatinado-Kleeburg
- Palatinado-Landsberg
- Palatinado-Lautern
- Palatinado-Mosbach
- Palatinado-Mosbach-Neumarkt
- Palatinado-Neoburgo
- Palatinado-Neumarkt
- Palatinado-Simmern
- Palatinado-Simmern-Zweibrücken
- Palatinado-Simmern-Kaiserslautern
- Palatinado-Simmern-Sponheim
- Palatinado-Sulzbach
- Palatinado-Sulzbach-Hilpoltstein
- Palatinado-Zweibrücken
- Palatinado-Zweibrücken-Birkenfeld
- Palatinado-Zweibrücken-Vohenstrauss-Parkstein

### Ducados Ernestinos
- Sajonia-Altenburgo
- Sajonia-Coburgo
- Sajonia-Coburgo-Eisenach
- Sajonia-Coburgo-Saalfeld
- Sajonia-Eisenberg
- Sajonia-Coburgo-Gotha
- Sajonia-Eisenach
- Sajonia-Gotha
- Sajonia-Gotha-Altenburgo
- Sajonia-Hildburghausen
- Sajonia-Jena
- Sajonia-Marksuhl
- Sajonia-Meiningen
- Sajonia-Römhild
- Sajonia-Saalfeld
- Sajonia-Weimar
- Sajonia-Weimar-Eisenach

## En Dinamarca
- Schleswig-Holstein-Sonderburg-Norburg
- Schleswig-Holstein-Sonderburg-Glücksburg (línea mayor)
- Schleswig-Holstein-Sonderburg-Plön
  - Ducado de Norburg
- Schleswig-Holstein-Sonderburg-Plön-Rethwisch
- Schleswig-Holstein-Sonderburg-Augustenburg
- Schleswig-Holstein-Sonderburg-Beck
  - Schleswig-Holstein-Sonderburg-Glücksburg
- Schleswig-Holstein-Sonderburg-Wiesenburg